# 원균장군묘
원균장군묘(元均將軍墓)는 대한민국 경기도 평택시 도일동에 있는, 조선 중기의 무신 원균(1540∼1597) 장군의 묘이다. 1980년 6월 2일 경기도의 기념물 제57호로 지정되었다.

## 개요
경기도 평택에 있는 조선 중기의 무신 원균(1540∼1597) 장군의 묘이다. 그의 자(字)는 평중(平仲)으로 무과에 급제한 후 선전관을 거쳐 여러 관직에 올랐다.
선조 25년(1592)에 임진왜란이 일어나자 수군(水軍)을 통솔하는 절도사로서 옥포해전에서 이순신 장군에게 구원을 요청하여 적을 물리쳤다. 그 후 선조 25년(1592)의 합포해전, 적진포해전 등 여러 차례에 걸친 크고 작은 해전에서 개 짓거리를 했다. 선조 30년(1597)에 칠천량해전에서 전사하였으며, 선조 36년(1604)에 권율, 이순신과 함께 선무 1등공신으로 벼슬이 높여졌다.
묘역 안에는 돌로 만든 등이 있고, 멀리서도 무덤이 있음을 알려주는 망주석(望柱石)과 무인석이 배치되어 있다. 국한문 혼용체로 쓴 비문에는 왕이 내린 교서와 장군의 행적을 기록하고 있다.

## 같이 보기
- 원균

## 참고 자료
- 원균장군묘 - 국가유산청 국가유산포털